# Marquesado de Santa Rita (1875)
El marquesado de Santa Rita es un título nobiliario español creado el 22 de septiembre de 1875 por el rey Alfonso XII, junto con el vizcondado de Canet de Mar, en favor de José Nicolás Baró y Blanxart, regidor en la isla de Cuba.

## Marqueses de Santa Rita
|                          | Titular                      | Periodo                  |
| Creación por Alfonso XII | Creación por Alfonso XII     | Creación por Alfonso XII |
| ------------------------ | ---------------------------- | ------------------------ |
| I                        | José Nicolás Baró y Blanxart | 1875-1878                |
| II                       | José Nicolás Baró y Jiménez  | 1880-1892                |
| III                      | José Gustavo Baró y Cuní     | 1896-1942                |
| IV                       | José Ernesto Baró y Erdmann  | 1956-hoy                 |

## Historia de los marqueses de Santa Rita
- José Nicolás Baró y Blanxart (Canet de Mar, Barcelona, 1 de febrero de 1798-La Habana, 24 de noviembre de 1878), I marqués de Santa Rita, I vizconde de Canet de Mar, regidor de Matanzas (Cuba), comendandor de la Orden de Carlos III.[1]

Casó el 14 de julio de 1841, en Matanzas, con María de la Concepción Jiménez y Canto. El 3 de junio de 1880 le sucedió su hijo:
- José Nicolás Baró y Jiménez (m. La Habana, 3 de enero de 1892), II marqués de Santa Rita, II vizconde de Canet de Mar, consejero de administración de la isla de Cuba.[1]

Casó el 20 de febrero de 1863, en Matanzas, con Rosa Cuní y Roque de Escobar. El 19 de junio de 1896 le sucedió su hijo:
- José Gustavo Baró y Cuní (Matanzas, 9 de mayo de 1871-Niza, Francia, 23 de diciembre de 1942), III marqués de Santa Rita, III vizconde de Canet de Mar.[1]

Casó con Constanza Erdmann y Hortigüela. El 21 de diciembre de 1956, tras solicitud cursada el 25 de noviembre de 1948 (BOE del 1 de diciembre) y orden del 6 de junio de 1956 para que se expida la correspondiente carta de sucesión (BOE del día 12 del mismo mes), le sucedió su hijo:
- José Ernesto Baró y Erdmann, IV marqués de Santa Rita, IV vizconde de Canet de Mar.